# 14. alpinski polk
14. alpinski polk (izvirno italijansko 14° reggimento Alpini) je bil alpinski polk Italijanske kopenske vojske.

## Zgodovina
Polk je bil ustanovljen leta 1993 in razpuščen leta 2005.

## Organizacija
- Štab

- Štabna in logistično-podporna četa
- Alpinski bataljon Tolmezzo